# اخلاق کمی‌سازی
اخلاق کمی‌سازی به مطالعهٔ مسائل اخلاقی مرتبط با اشکال گوناگون کمی‌سازی آشکار یا پنهان می‌پردازد. این اشکال می‌توانند شامل الگوریتم‌ها، شاخص‌ها و معیارها، مدل‌سازی آماری و ریاضی باشند؛ چنان‌که در مرور جنبه‌های مختلف جامعه‌شناسی کمی‌سازی نیز به آن اشاره شده‌است.
اسپلند و استیونز بر این باورند که اخلاق کمی‌سازی به‌طور طبیعی از دل جامعه‌شناسی کمی‌سازی برمی‌خیزد، به‌ویژه در عصری که مفاهیمی مانند دموکراسی، شایستگی، مشارکت، پاسخ‌گویی و حتی «عدالت» عموماً از طریق اعداد کشف و ارزیابی می‌شوند. تئودور ام. پورتر در اثر کلاسیک خود با عنوان اعتماد به اعداد اشاره می‌کند که چگونه اعداد می‌توانند پاسخی به تقاضا برای عینیت کمی باشند، و نهادهای بوروکراتیک یا سازمان‌ها ممکن است از این اعداد برای کسب مشروعیت و اقتدار معرفتی استفاده کنند.
اندی استیرلینگ از مرکز STEPS در دانشگاه ساسکس بر این باور است که پیرامون مفاهیمی مانند «منفعت مورد انتظار»، «نظریه تصمیم‌گیری»، «ارزیابی چرخه عمر»، «خدمات اکوسیستمی»، «تصمیمات علمی معتبر» و «سیاست‌گذاری مبتنی بر شواهد»، نوعی عنصر بلاغی (خطابی) وجود دارد. کاربرد ابزاری این تکنیک‌ها و بهره‌گیری از کمی‌سازی برای ایجاد تصور دقت و عینیت، ممکن است نگرانی‌های اخلاقی برانگیزد.
شیلا جاسانوف این فناوری‌های کمی‌سازی را «فناوری‌های غرور» می‌نامد؛ فناوری‌هایی که کارکردشان ایجاد اطمینان خاطر برای عموم مردم است، در حالی‌که چرخ‌های علم و صنعت را نیز به حرکت خود ادامه می‌دهند. جنبه‌ی منفی این فناوری‌ها آن است که ممکن است به‌دلیل ظاهر جامع و کاملشان، اعتماد بیش از حد ایجاد کنند؛ می‌توانند با تبدیل یک مسئلهٔ سیاسی به یک مسئلهٔ فنی، از بحث سیاسی پیشگیری کنند؛ و در پردازش آنچه فراتر از مفروضات محدود آن‌ها رخ می‌دهد، اساساً ناتوان باقی بمانند. جاسانوف در برابر این نوع فناوری‌ها، از «فناوری‌های فروتنی»r یاد می‌کند؛فناوری‌هایی که وجود ابهام، عدم قطعیت و پیچیدگی را به رسمیت می‌شناسند و تلاش دارند ماهیت اخلاقی مسائل را آشکار سازند. فناوری‌های فروتنی همچنین به کاهش آسیب‌پذیری‌های شناخته‌شده افراد توجه دارند، به توزیع منافع و ریسک‌ها حساس‌اند، و در پی شناسایی عواملی هستند که می‌توانند یادگیری اجتماعی را تقویت یا تضعیف کنند.
سالی انگل مری، که شاخص‌های مربوط به حقوق بشر، خشونت جنسیتی و قاچاق جنسی را مطالعه کرده‌است، معتقد است کمی‌سازی نوعی فناوری کنترل است؛ اما این‌که ماهیتی اصلاح‌گرایانه دارد یا اقتدارگرایانه، بستگی دارد به این‌که چه کسی از قدرت آن بهره گرفته و با چه هدفی. او اشاره می‌کند برای آن‌که شاخص‌ها گمراه‌کننده یا تحریف‌کننده نباشند، باید اصولی رعایت شود:
- دموکراتیک‌کردن فرآیند تولید شاخص‌ها
- توسعهٔ هم‌زمان پژوهش‌های کیفی برای اعتبارسنجی مفروضات
- ساده نگه‌داشتن شاخص‌ها
- آزمون یا استفاده از چارچوب‌های تفسیری گوناگون
- پذیرش محدودیت‌های معیارهای مختلف

حوزهٔ الگوریتم‌ها و هوش مصنوعی را می‌توان یکی از برجسته‌ترین عرصه‌های کمی‌سازی دانست که بحث‌های اخلاقی در آن پیشرفته‌تر از سایر حوزه‌ها دنبال شده‌اند. برای نمونه، می‌توان به کتاب سلاح‌های کشتار ریاضی اثر کتی اونیل اشاره کرد. در حالی‌که ویژگی‌هایی چون عینیت و کارایی از جمله مزایای بهره‌گیری از الگوریتم‌ها هستند، اما همین ابزارها وقتی به‌صورت جعبه‌های سیاه به‌کار می‌روند، مسائل اخلاقی متعددی ایجاد می‌کنند.الگوریتم‌ها توانایی پردازش داده و تصمیم‌گیری دارند، اما در بسیاری از موارد امکان پرسش‌گری و شفاف‌سازی دربارهٔ آن‌ها وجود ندارد. مفهوم «سرمایه‌داری نظارتی» نیز در این زمینه مطرح است، چنان‌که شوشانا زوبوف در کتاب خود در سال ۲۰۱۹ به آن پرداخته‌است. خوانشی انتقادی‌تر و رادیکال‌تر از خطرات هوش مصنوعی را می‌توان در کتاب مقاومت در برابر هوش مصنوعی: رویکردی ضد فاشیستی به هوش مصنوعی نوشتهٔ دن مک‌کوئیلن یافت.
فهرست منابع:
1. ↑  Berman, Elizabeth Popp; Hirschman, Daniel (2018-04-25). "The Sociology of Quantification: Where Are We Now?". Contemporary Sociology: A Journal of Reviews. 47 (3): 257–266. doi:10.1177/0094306118767649. ISSN 0094-3061.
2. ↑  MORINI, SIMONA (1997). "THEODORE M. PORTER, Trust in Numbers. The Pursuit of Objectivity in Science and Public Life, Princeton, Princeton University Press, 1995". Nuncius. 12 (1): 202–204. doi:10.1163/182539197x00302. ISSN 0394-7394.
3. ↑  MORINI, SIMONA (1997). "THEODORE M. PORTER, Trust in Numbers. The Pursuit of Objectivity in Science and Public Life, Princeton, Princeton University Press, 1995". Nuncius. 12 (1): 202–204. doi:10.1163/182539197x00302. ISSN 0394-7394.
4. ↑  Stirling، Andy (۲۰۱۹-۰۲-۲۰). «How politics closes down uncertainty». STEPS Centre (به انگلیسی). دریافت‌شده در ۲۰۲۵-۰۵-۲۱.
5. ↑  Jasanoff, Sheila (2003-09-01). "Technologies of Humility: Citizen Participation in Governing Science". Minerva (به انگلیسی). 41 (3): 223–244. doi:10.1023/A:1025557512320. ISSN 1573-1871.
6. ↑  Jasanoff, Sheila (2007-11). "Technologies of humility". Nature (به انگلیسی). 450 (7166): 33–33. doi:10.1038/450033a. ISSN 1476-4687. {{cite journal}}: Check date values in: |date= (help)
7. ↑  Merry, S. (2016). The Seductions of Quantification: Measuring Human Rights, Gender Violence, and Sex Trafficking. Chicago: University of Chicago Press.
8. 1 2  Slussareff, Michaela (2022-06). "O'Neil, Cathy. 2016. Weapons of Math Destruction: How Big Data Increases Inequality and Threatens Democracy. Crown". CyberOrient. 16 (1): 72–75. doi:10.1002/cyo2.26. ISSN 1804-3194. {{cite journal}}: Check date values in: |date= (help)
9. ↑  Danaher, John; Hogan, Michael J; Noone, Chris; Kennedy, Rónán; Behan, Anthony; De Paor, Aisling; Felzmann, Heike; Haklay, Muki; Khoo, Su-Ming (2017-12-01). "Algorithmic governance: Developing a research agenda through the power of collective intelligence". Big Data & Society (به انگلیسی). 4 (2): 2053951717726554. doi:10.1177/2053951717726554. ISSN 2053-9517.
10. ↑  Kitchin, Rob. "Thinking critically about and researching algorithms." The social power of algorithms. Routledge, 2019. 14-29.
11. ↑  Zuboff, Shoshana (2019-01). "Surveillance Capitalism and the Challenge of Collective Action". New Labor Forum (به انگلیسی). 28 (1): 10–29. doi:10.1177/1095796018819461. ISSN 1095-7960. {{cite journal}}: Check date values in: |date= (help)
12. ↑  McQuillan، Dan. «Resisting AI». Bristol University Press. دریافت‌شده در ۲۰۲۵-۰۵-۲۱.